# Angelli Nesma Medina
Angelli Nesma Medina mexikói producer.

## Élete
Angelli Nesma Medina Mexikóban született. 1993-ban készítette el első telenovelláját. 1995-ben elkészítette a María című sorozatot. 1999-ben elkészítette a Szeretni bolondulásig című telenovellát Gabriela Spanic és Saúl Lisazo főszereplésével. 2007-ben elkészítette a Pokolba a szépfiúkkal! című sorozatot Allisson Lozz és Eugenio Siller főszereplésével. 2012-ben a Bűnös vágyak című telenovellát készítette el. Főszereplői Angelique Boyer és David Zepeda voltak. 2013-ban újra Boyerrel dolgozott, aki mellé Sebastian Rulli és Luis Roberto Guzmán is csatlakozott a Szerelem zálogba című telenovellában.

## Telenovellái

### Mint vezető producer
- Amor dividido (2022)
- Me declaro culpable (2017)
- Ana három arca (Tres veces Ana) (2016)
- Que te perdone Dios (2015)
- Szerelem zálogba (Lo que la vida me robó) (2013-2014)
- Bűnös vágyak (Abismo de pasión) (2012)
- Llena de amor (2010-2011)
- Un gancho al corazón (2008-2009)
- Pokolba a szépfiúkkal! (Al diablo con los guapos) (2007-2008)
- Amar sin límites (2006)
- Apuesta por un amor (2004)
- Niña amada mía (2003)
- Por un beso (2000)
- Szeretni bolondulásig (Por tu amor) (1999)
- Camila (1998)
- Sin ti (1997)
- Mi querida Isabel (1996)
- María (María la del barrio) (1995)
- Entre la vida y la muerte (1993)

### Mint társproducer
- Mi pequeña Soledad (első rész) (1990)
- Körhinta (Carussel) (első rész) (1989

### Produkciós koordinátor
- Rosa salvaje (1987)
- Monte calvario (1986)
- Los años pasan (1985)
- Los años felices (1984)
- Amalia Batista (1983)
- Chispita (1982)
- El hogar que yo robé (1981)
- Colorina (1980)
- Los ricos también lloran (második rész) (1979)

### Produkciós asszisztens
- Los ricos también lloran (első rész) (1979)
- Viviana (1978)